# سلاسل تصريف مياه المطر

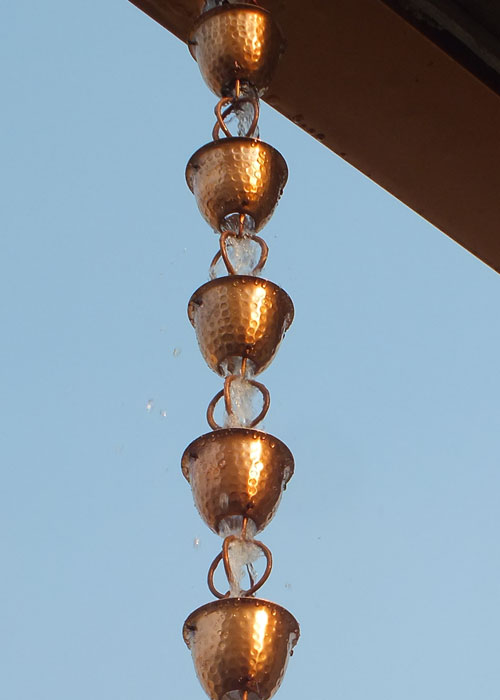
سلسلة تصريف المياه ذات الكؤوس النحاسية

إن سلاسل تصريف مياه المطر هي بدائل لأنابيب التصريف. وهي تستخدم على نطاق واسع في اليابان. الهدف من هذه السلاسل ديكوري إلى حد كبير لخلق منظر مائي جمالي من خلال نقل مياه الأمطار من الميزاب وتصريفها لأسفل أو نقلها إلى وعاء تخزين. (في بعض الأحيان يتم جمع مياه الأمطار لكي تستخدم في المهام المنزلية.) توجد في المعابد.
عادًة ما تكون سلاسل تصريف مياه المطر إما مجموعة من الكؤوس المعدنية المتصلة ببعضها البعض وبأسفل كل منها ثقب أو سلسلة تربط هذا الهيكل عموديًا. يتم تصريف مياه المطر الجارية من أعلى المزراب عبر سلسلة تصريف مياه المطر.

## كتابات أخرى
- Barbara Pleasant (2006). "Make a Rain Chain". Easy Garden Projects to Make, Build, and Grow. Rodale. ص. 147. ISBN:9780899093994.